# Чейс-Сити (Виргиния)
Чейс-Сити (англ. Chase City) — город в округе Мекленберг в штате Виргиния США. По данным переписи 2020 года, численность населения составляла 2053 человека.

## Население
| 2000 | 2010  | 2020  |
| ---- | ----- | ----- |
| 2457 | ↘2351 | ↘2053 |